# Bares für Rares

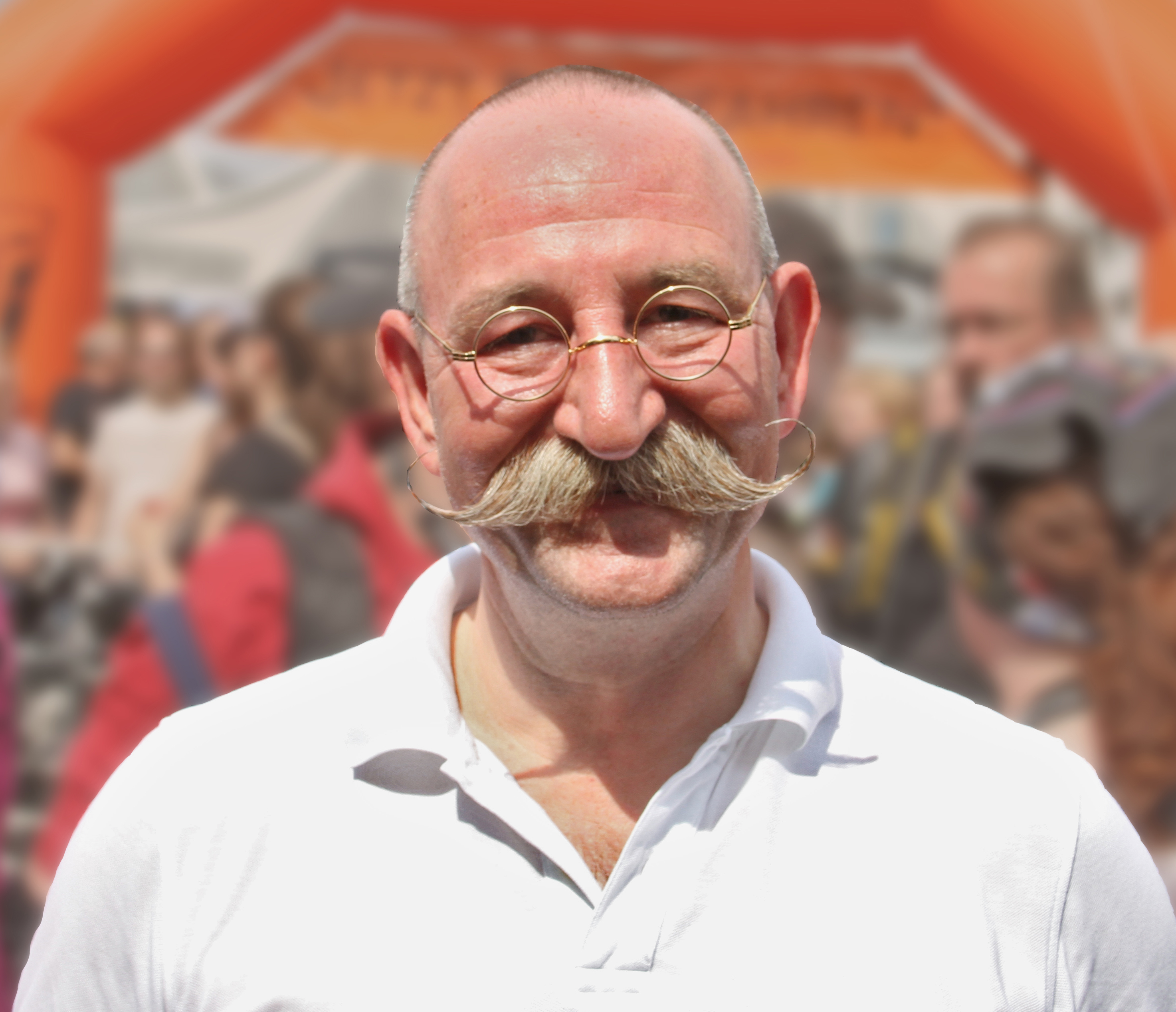
Moderator Horst Lichter (2014)

Bares für Rares ist eine von Horst Lichter moderierte Sendereihe, die seit 2013 produziert wird und seither mehr als 2000 Folgen umfasst. In der Sendung stellen ausgewählte Bewerber jeweils eine mitgebrachte Kuriosität, Rarität oder Antiquität vor. Nach erhaltener Expertise bekommen sie vor Ort Gelegenheit, ihr Exponat einem wechselnden fünfköpfigen Händlerpodium zum Kauf anzubieten und im besten Fall an den Höchstbietenden gegen „Bares“ zu veräußern.
Die Fernsehshow, die mit der Goldenen Kamera 2018 und dem Deutschen Fernsehpreis 2019 prämiert wurde, gilt aufgrund guter Einschaltquoten als die erfolgreichste Sendung im Nachmittagsprogramm des ZDF.
Seit Juli 2017 zeigt der Sender gelegentlich Abend-Sonderausgaben mit außergewöhnlichen Exponaten in einem erweiterten Rahmen, in dem zudem prominente Anbieter Objekte vorstellen und verkaufen, mitunter für wohltätige Zwecke. In diesem Format nehmen sieben Händler im Verkaufsraum Platz.

## Konzept
Die mitgebrachten Gegenstände der eingeladenen Personen werden zunächst von jeweils einem Experten kommentiert und auf ihre Echtheit geprüft, da Nachbildungen und dem Artenschutz unterliegende Objekte vom Verkauf ausgeschlossen sind. Parallel zur Bewertung bemüht sich Horst Lichter, im Gespräch mit den Anbietern die Geschichten hinter den Gegenständen zu erfahren. Hierbei erfragt er auch ihre preislichen Erwartungen, wonach der jeweilige Experte erneut das Wort erhält und den tatsächlichen Wert des Stückes schätzt. Stimmt die Werteinschätzung der Expertise mit den Wertvorstellungen des Verkäufers überein, erhält der Kandidat von Lichter die sogenannte „Händlerkarte“, womit er sein Exponat im „Händlerraum“ zum Kauf anbieten kann. Anbieter, deren preisliche „Schmerzgrenze“ über der Expertenschätzung liegt, erhalten keine Händlerkarte.
Später treten die Verkäufer mit diesen Gegenständen im Händlerraum einzeln vor ein Podium von fünf von Sendung zu Sendung wechselnden Händlern, denen die Experteneinschätzungen nicht bekannt sind. Bei Interesse bieten die Händler, ähnlich wie bei einer Versteigerung, für die vorgelegten Artikel und treiben mitunter gegenseitig den Preis in die Höhe. Die Anbieter haben das Recht, das Höchstgebot der Händler nicht anzunehmen und ihre Artikel somit nicht zu verkaufen. Akzeptieren die Anbieter, so stimmen sie dem Verkauf ihrer jeweiligen Exponate zu und erhalten von dem Höchstbietenden den offerierten Betrag in bar. Die Händler finanzieren ihre Ankäufe aus Eigenmitteln.
Bei den angebotenen Objekten – in der Regel sechs pro Sendung – handelt es sich zumeist um Gemälde, Designstücke, Porzellan, Bronzefiguren, Antikspielzeuge, alte Technikprodukte oder Schmuck; gelegentlich werden auch Militaria und Oldtimer-Fahrzeuge angeboten.
Die Sendereihe fällt in das Genre Dokutainment. Zusammen mit Kunst und Krempel (BR), Lieb & Teuer (NDR), echt antik?! (SWR), Das Flohmarkt-Duell und Der Trödel-King (WDR), Schatz oder Trödel (HR), Was schätzen Sie…? (ORF III), Der Trödeltrupp (RTL II) mit seinen Ablegern sowie den deutsch bearbeiteten Ausgaben der US-amerikanischen Produktionen Die Drei vom Pfandhaus (RTL Nitro) und Auction Hunters – Zwei Asse machen Kasse (DMAX) bedient die Reihe den deutschsprachigen TV-Markt für Sendungen mit Bewertungen von Gegenständen wie Trödel und Antiquitäten. RTL begann in der Saison 2018/19 mit seiner Version der britischen Show 4 Rooms, die der Sender mit Die Superhändler – 4 Räume, 1 Deal betitelt. Die BBC ist mit ihrem Format Antiques Roadshow seit 1979 international erfolgreich.

### Experten
In einer Sendung treten jeweils drei Sachverständige auf, die die Exponate in der Expertenhalle begutachten, kommentieren und taxieren. Zur Vorbereitung tragen Redakteure der Produktionsfirma mit Kunsthistorikern und Fachberatern grundlegende Informationen zu den Exponaten zusammen und versorgen so die Experten mit passendem Vorwissen. Eine solide Begutachtung und Bewertung ist den Experten jedoch nur am Original-Objekt möglich. Diese erfolgt erst am Tag der Aufzeichnung, an dem die Experten den zu taxierenden Gegenstand zum ersten Mal sehen.

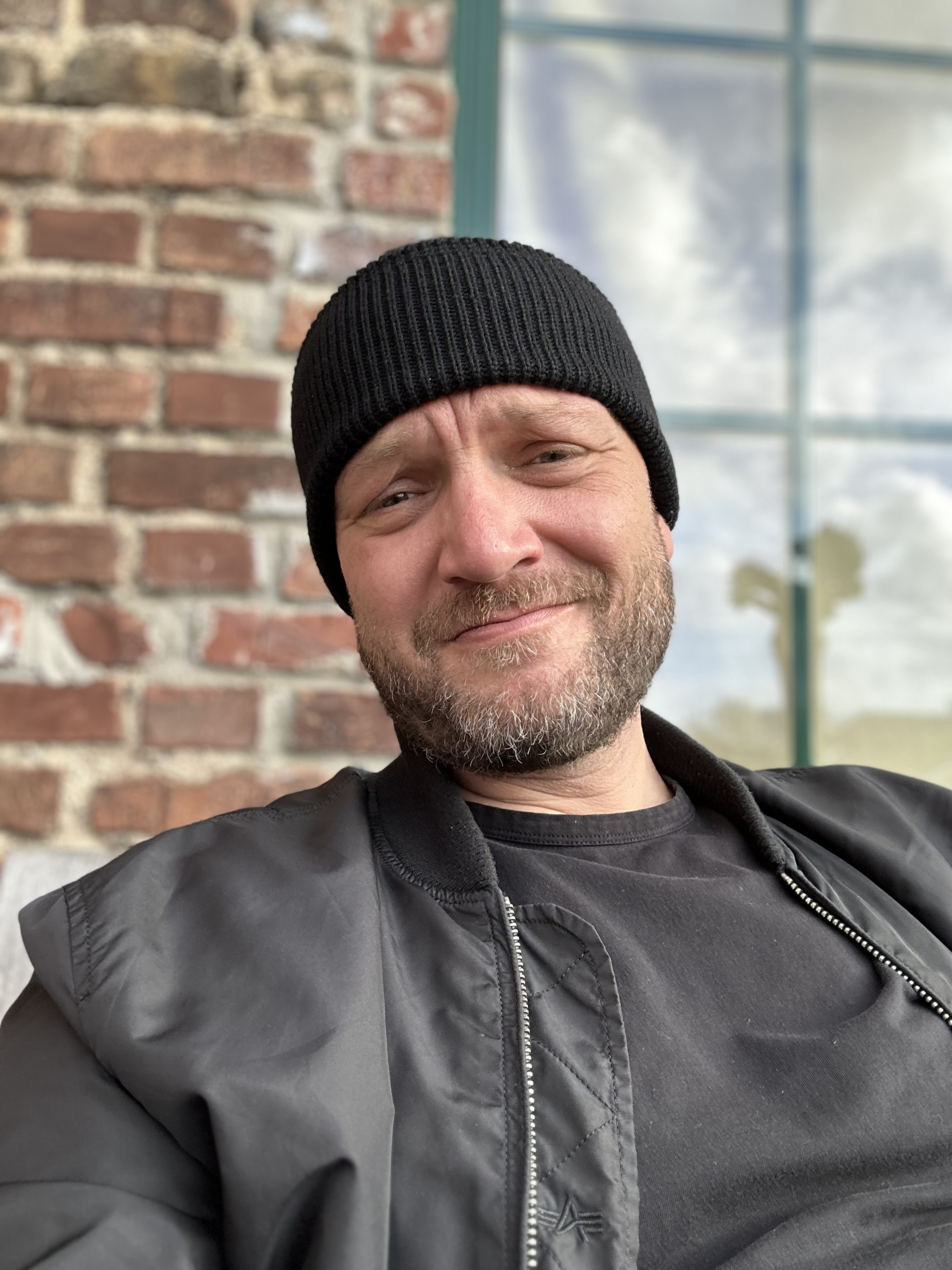
Sven Deutschmanek

Die Experten waren zu Beginn der Sendereihe Heide Rezepa-Zabel, Albert Maier und Oliver Kircher. Kircher wurde 2014 von Sven Deutschmanek abgelöst. 2015/2016 kamen gelegentlich John Goldsworthy, George Mullen oder Markus Weller als Vertretungen hinzu. Seither verstärkten zudem Colmar Schulte-Goltz (2015) und Detlev Kümmel (seit 2016) als ständige Vertreter die Expertengruppe und treten wechselnd mit Deutschmanek und Maier auf. Albert Maier verabschiedete sich im Juli 2023 nach zehn Jahren Expertentätigkeit für die Sendung in den Ruhestand.
2016 bewertete erst zeitweilig Anne-Katrin Hoffmann, dann ab 2017 häufiger Wendela Horz wechselnd mit Heide Rezepa-Zabel meist historischen und neuzeitlichen Schmuck. Maier und Schulte-Goltz schätzen in der Regel Antiquitäten und Kunstwerke; Deutschmanek und Kümmel kommentieren im Wesentlichen Designklassiker und technische Objekte. Zeitweise traten 2018 Florian Meyer und 2019 Fabian Benöhr als Experten auf; 2019 kamen die Kunsthistorikerinnen Friederike Werner und Bianca Berding als ständige Expertinnen hinzu. Seit 2023 tritt auch Patrick Lessmann als Schmuckexperte auf. 2025 wurde das Expertenteam um Annika Raßbach erweitert, die im Jahr zuvor bereits als Verkäuferin auftrat. Insgesamt trugen bisher 17 Experten ihre Einschätzungen vor.

### Händler
Das in den Nachmittagssendungen fünfköpfige Podium bestand anfangs aus vier Händlern und einer Händlerin, die Podiumsbesetzung wechselt in der Regel von Sendung zu Sendung. Beim Debüt von Elke Velten-Tönnies saßen im Mai 2017 zum ersten Mal zwei Händlerinnen mit drei männlichen Kollegen am Händlertisch. Danach traten gelegentlich drei Händlerinnen zusammen mit zwei männlichen Kollegen auf.
Die Händler können die angebotenen Exponate erst im Händlerraum in Augenschein nehmen. Um Vorabsprachen über Objekte zu vermeiden, wird darauf geachtet, dass es keinen Austausch zwischen Händlern und Experten gibt. Das führt so weit, dass Experten und Händler in verschiedenen Hotels logieren, zu verschiedenen Zeiten am Set ankommen, sich dort in verschiedenen Räumen aufhalten und versetzte Mittagspausen haben. So ist es Händlern untersagt, durch Räume zu gehen, in denen sich ein Experte aufhält. Der Zutritt zum Händlerraum ist nur den Händlern, den jeweiligen Anbietern und Horst Lichter gestattet.
Sobald sich ein Verkäufer mit einem der Händler auf einen Preis für ein Objekt geeinigt hat, kommt ein Kaufvertrag zustande. Der Kaufpreis wird meist sofort bar bezahlt. Die Händler bringen pro Person zwischen 10.000 und 15.000 Euro zu den Dreharbeiten mit, ein Security-Team sorgt im Hintergrund für entsprechenden Schutz. Bei hohen Kaufbeträgen wird gelegentlich eine Anzahlung geleistet und der Rest überwiesen. Während der Aufnahmen werden „aus dramaturgischen Gründen“ keine Quittungen ausgestellt. Bis Ende Juli 2018 wurden so über zwei Millionen Euro umgesetzt. Bisher traten 30 Händler auf:

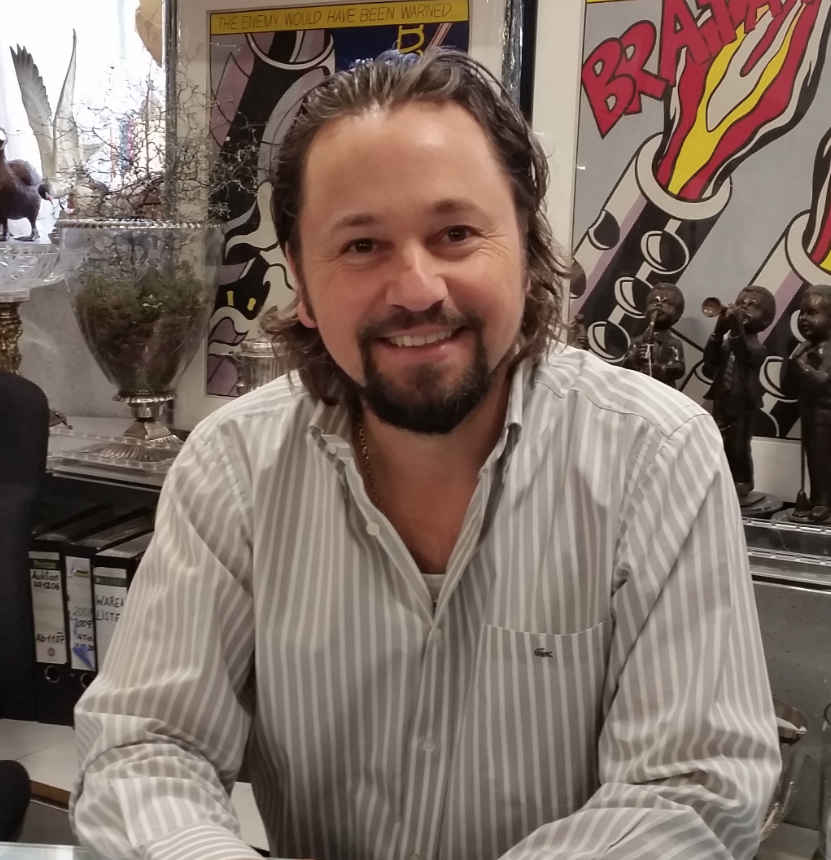
Wolfgang Pauritsch
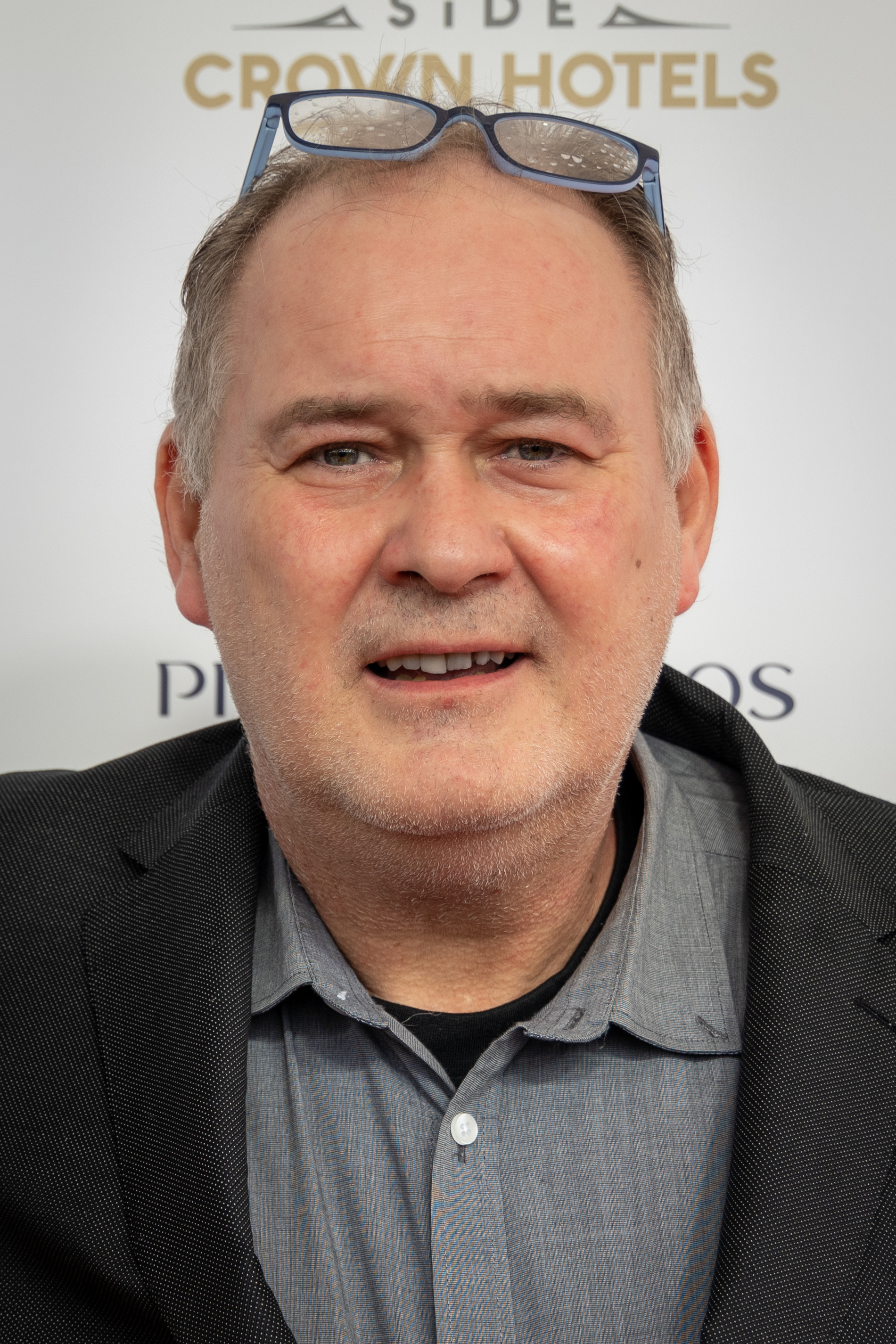
Walter Lehnertz
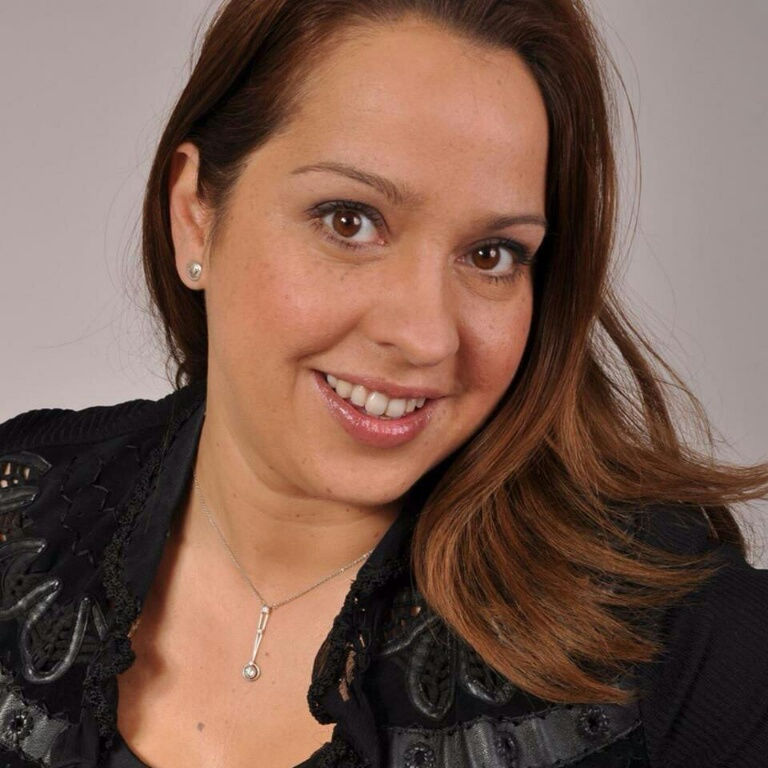
Saskia Montag-Seewald
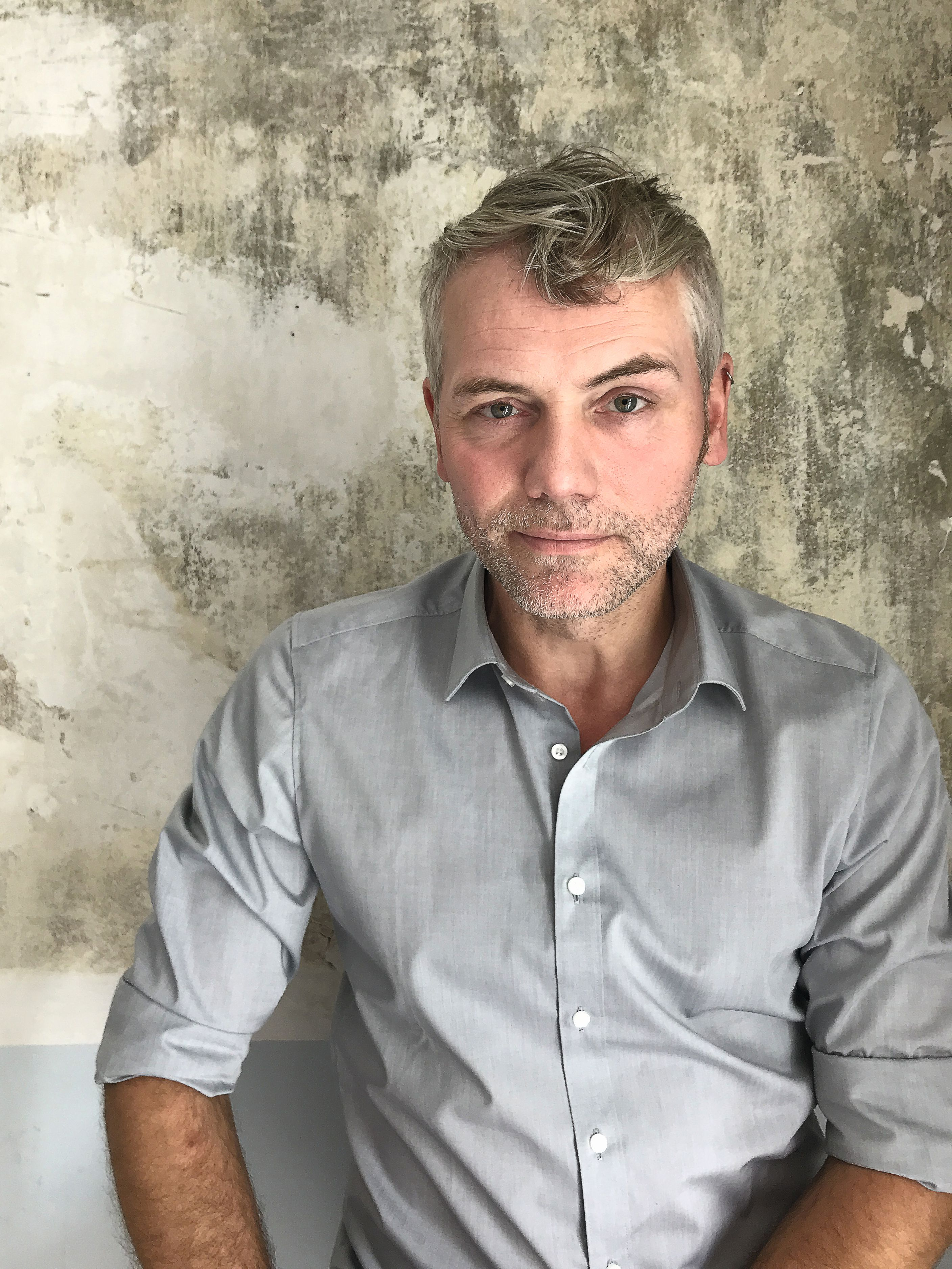
Christian Vechtel
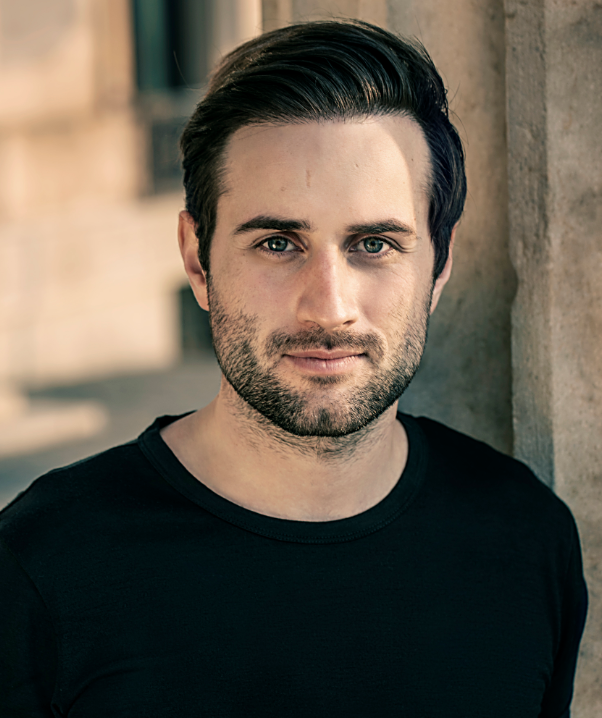
David Suppes

| Teilnahme von | Teilnahme bis | Händler                |
| ------------- | ------------- | ---------------------- |
| 2013          | 2013          | Sandra Vanessa Schäfer |
| 2013          | heute         | Walter Lehnertz        |
| 2013          | heute         | Wolfgang Pauritsch     |
| 2013          | heute         | Fabian Kahl            |
| 2013          | 2020          | Ludwig Hofmaier        |
| 2014          | heute         | Susanne Steiger        |
| 2014          | heute         | Daniel Meyer           |
| 2015          | 2015          | Ansgar Heickmann       |
| 2015          | heute         | Friedrich Häusser      |
| 2015          | heute         | Julian Schmitz-Avila   |
| 2015          | 2015          | Fritz Breckheimer      |
| 2015          | 2017          | Saskia Montag-Seewald  |
| 2016          | heute         | Elke Velten-Tönnies    |
| 2015          | 2016          | Silke Köberlein        |
| 2016          | 2016          | Hans-Peter Ernst       |
| 2016          | heute         | Steffen Mandel         |
| 2016          | heute         | Markus Wildhagen       |
| 2016          | heute         | Jan Čížek              |
| 2016          | heute         | Elisabeth Nüdling      |
| 2017          | 2018          | Ahmed Abou-Chaker      |
| 2017          | 2025          | Esther Ollick          |
| 2018          | heute         | Christian Vechtel      |
| 2019          | heute         | Thorsden Schlößner     |
| 2019          | heute         | David Suppes           |
| 2020          | heute         | Roman Runkel           |
| 2021          | 2021          | Vincent Welz           |
| 2022          | heute         | Sarah Schreiber        |
| 2022          | heute         | Jos van Katwijk        |
| 2023          | heute         | Benjamin Leo Leo       |
| 2024          | heute         | Anaisio Guedes         |
| 2025          | heute         | Liza Kielon            |
| 2025          | heute         | Ferdinand Resul Adanir |

### Variationen

#### Promi-Spezial
In dem Sonderformat „Promi-Spezial“ brachten Prominente Raritäten aus ihrem Besitz erst zur Schätzung vor die Experten und verkauften diese Exponate dann an die Händler. Die Erlöse kamen einem wohltätigen Zweck zugute.
Die Prominenten der ersten Folge dieses Formats waren am 17. Mai 2015 Johann Lafer, Mirja Boes, Lutz van der Horst und Dunja Hayali. Im „Promi-Spezial“ vom 18. Oktober 2015 wirkten Hella von Sinnen, die Ehrlich Brothers, Wolfgang Trepper und Jürgen Drews mit. Die Wiederholung der Sendung am 25. August 2016 wurde um Markus Maria Profitlichs Auftritt erweitert. Ein weiteres „Promi-Spezial“ mit Nadine Krüger, Sven Voss, Michaela Schaffrath, Ingo Naujoks und Simon Gosejohann wurde am 26. Mai 2016 ausgestrahlt.

#### Händlerduell
In dem Format Bares für Rares unterwegs traten zwei der Händler gegeneinander an, die von Horst Lichter ein Startkapital erhielten und damit auf einem öffentlichen Flohmarkt fünf Gegenstände erhandeln sollten. Die Exponate wurden später versteigert; derjenige, der aus dem Startguthaben so den größten Erlös erwirtschaftet hatte, ging als Sieger aus dem Duell hervor. Die ersteigerte Gesamtsumme wurde für einen guten Zweck gespendet.
- Am 25. Oktober 2015 wurde Bares für Rares unterwegs erstmals gesendet. In dieser Ausgabe schickte Horst Lichter die Händler Walter Lehnertz und Ludwig Hofmaier auf den Antikmarkt in Tongern, Belgien. Beide hatten je 1000 Euro zur Verfügung, um dort Raritäten zu erstehen. Anschließend versteigerte Auktionator Wolfgang Pauritsch die erworbenen Objekte meistbietend. Walter Lehnertz ging hieraus als Sieger hervor.[24]
- Die zweite Ausgabe von Bares für Rares unterwegs wurde am 10. Januar 2016 ausgestrahlt. Das Händlerduell fand auf einem Flohmarkt in Basel in der Schweiz statt, wobei den beiden Händlern Lehnertz und Hofmaier je 1000 Schweizer Franken zur Verfügung standen. Dieses Mal gewann Ludwig Hofmaier.[25]

#### Lieblingsstücke
Vom 10. Juli 2016 bis zum 20. November 2016 stellten die Experten Heide Rezepa-Zabel, Albert Maier und Sven Deutschmanek in 22 Folgen ihre Lieblingsstücke vor. Diese wurden an unterschiedlichen Tagen entweder am Sonntagvormittag um 10:15 Uhr (Dauer in der Regel 90 Minuten) oder wochentags um 15:05 Uhr (Dauer in der Regel 50 Minuten) gesendet. In diesem Best-Of-Format werden von den Experten kommentierte Ausschnitte aus vergangenen Folgen gezeigt. Am 1. Januar 2017 wurde die Ausstrahlung dieses Formats fortgesetzt; diesmal kommentieren neben Maier, Deutschmanek und Rezepa-Zabel auch Detlev Kümmel und die Händler Wolfgang Pauritsch, Susanne Steiger und Fabian Kahl die Lieblingsstücke. Seit dem 22. Oktober 2017 kommentieren auch Wendela Horz und Colmar Schulte-Goltz sowie die Händler Walter Lehnertz und Julian Schmitz-Avila. Mittlerweile sind auch Bianca Berding, Friederike Werner und Patrick Lessmann sowie die Händler Esther Ollick, Daniel Meyer, Elisabeth Nüdling, Markus Wildhagen, Christian Vechtel, Steffen Mandel, Roman Runkel, Thorsden Schlößner, Jan Čížek, David Suppes, Elke Velten-Tönnies, Sarah Schreiber und Benjamin Leo Leo im Einsatz. Das Format wurde bis November 2024 bereits über 400-mal im ZDF ausgestrahlt. In der Abschiedssendung für Albert Maier am 9. Juli 2023 und in der Rückblickssendung auf die Abendshows am 1. Januar 2025 kommentierte auch Horst Lichter einige Fälle.

#### Händlerstücke
Da Zuschauer der Sendung sich immer öfter interessiert zeigten, was mit den erworbenen Objekten anschließend passiert, nahm das ZDF ab Anfang 2021 eine weitere Variante des Formats ins Programm auf. In Bares für Rares – Händlerstücke werden Händler dabei begleitet, wie sie Stücke aufarbeiten, was sie dafür investieren und wie sich der Weiterverkauf gestaltet. Die Sendung wird sonntags am frühen Nachmittag ausgestrahlt. Zwischen 2021 und 2024 wurden mehr als 60 Folgen ausgestrahlt.

#### Sammlerstücke
Eine weitere Variante des Formats nahm das ZDF im November 2021 ins Programm. In Bares für Rares – Sammlerstücke besucht Moderator Horst Lichter Menschen, die sich auf ein bestimmtes Sammelgebiet spezialisiert haben. Im Gegensatz zu den anderen Formaten gibt es hierbei keinen direkten Bezug auf die Hauptsendung. Die Reihe wird sonntagnachmittags gezeigt.

#### Abendshows
2017
Für die Sendetermine 15. Juni und 13. Juli 2017, um jeweils 20:15 Uhr, drehte das ZDF zwei Sendungen unter dem Titel Bares für Rares – Deutschlands größte Trödelshow. Die Sendungen wurden zwischen dem 12. und 15. Mai 2017 auf Schloss Ehreshoven in Engelskirchen produziert. Steven Gätjen moderierte neben Horst Lichter Teile der Show und geleitete die Anbieter nach der Expertise in den Händlerraum. Der Händlertisch der Abendshows war auf sieben Mitwirkende erweitert, namentlich Ludwig Hofmaier, Wolfgang Pauritsch, Susanne Steiger, Walter Lehnertz, Fabian Kahl, Julian Schmitz-Avila und Elke Velten. Das Expertenteam bestand aus den vier Gutachtern Heide Rezepa-Zabel, Albert Maier, Sven Deutschmanek und Detlev Kümmel. In der Sendung vom 15. Juni 2017 befanden sich Boris Becker und Bernhard Hoëcker unter den Anbietern. In der Sendung am 13. Juli traten Rosi Mittermaier, Christian Neureuther und Thomas Hermanns auf. Die Erlöse der meisten Prominenten sollten wohltätigen Zwecken zugutekommen.
Am 2. November 2017 wurde erneut eine Sendung dieses Formats ausgestrahlt, mit Katja Flint als prominenter Anbieterin. Das Ensemble von Experten und Händlern blieb unverändert, jedoch trat Steven Gätjen nicht mehr als Co-Moderator auf.
2018
Am vorletzten Wochenende im April 2018 drehte das Produktionsteam zusätzliche Sendungen im „XXL-Format“ auf Schloss Drachenburg in Königswinter. Die erste Folge – mit Andy Borg als prominentem Verkäufer – wurde am 31. Mai ausgestrahlt und eine zweite – mit Margie Kinsky und Bill Mockridge – am 12. Juli 2018.
Dreharbeiten für eine weitere Abendsendung fanden am 1. und 2. September 2018 wieder auf Schloss Drachenburg statt. Die Ausstrahlung erfolgte am 17. Oktober 2018, erstmals an einem Mittwochabend und mit Elisabeth Nüdling anstelle von Elke Velten-Tönnies im Händlerraum. Als prominenter Verkäufer nahm Ingolf Lück teil.
Am 3. und 4. November 2018 wurde ein Weihnachtsspecial auf Schloss Ehreshoven aufgezeichnet, das am 19. Dezember 2018 gesendet wurde. Diesmal war Elke Velten für Susanne Steiger im Händlerraum; als prominente Verkäuferinnen waren Anna Thalbach und ihre Tochter Nellie Thalbach dabei.
2019
Im Jahr 2019 produzierte das ZDF vier neue Prime-Time-Folgen. Vom 13. bis 15. April 2019 fanden Dreharbeiten im Schweriner Schloss statt. Die erste Ausstrahlung des Jahres war am 22. Mai, mit Christine Urspruch als Gast. Die männliche Besetzung des Händlerpults blieb unverändert, daneben traten Susanne Steiger und Elke Velten auf. Am 17. Juli 2019 war Muriel Baumeister zu Gast.
Die Dreharbeiten zur dritten und vierten Sendung des Jahres fanden zwischen dem 18. und 20. Oktober 2019 wieder auf Schloss Drachenburg statt. In der Sendung am 27. November 2019 waren Judith Williams und ihr Ehemann Alexander-Klaus Stecher als prominente Verkäufer dabei. Statt Elke Velten und Fabian Kahl saßen diesmal Elisabeth Nüdling und Daniel Meyer am Händlerpult. Bei der Ausstrahlung am 18. Dezember 2019 waren Verona Pooth und ihr Sohn San Diego zu Gast.
2020
Das ZDF ließ im Juni 2020 zwei Abendausgaben auf Schloss Drachenburg produzieren. Wegen der COVID-19-Pandemie waren diesmal weder Publikum noch Komparsen vor Ort. Zur Einhaltung von Mindestabständen waren im Händlerraum lediglich sechs Händler präsent, und zwar Walter Lehnertz, Susanne Steiger, Julian Schmitz-Avila, Elisabeth Nüdling, Fabian Kahl und Daniel Meyer. Die erste Ausgabe wurde am 22. Juli 2020 gesendet, mit Felix Neureuther als prominentem Verkäufer. Bei der zweiten Ausstrahlung am 19. August 2020 war Vanessa Mai mit ihrer Schwiegermutter Christa Vogel zu Gast.
Die Dreharbeiten für die beiden Ausgaben in der zweiten Jahreshälfte fanden Anfang Oktober 2020 wieder auf Schloss Drachenburg statt. In der am 11. November 2020 ausgestrahlten Folge veräußerte Patricia Kelly ein mitgebrachtes Objekt. In der Weihnachtsausgabe am 16. Dezember 2020 war Tom Gaebel als prominenter Verkäufer dabei. Händler- und Expertenteam blieben unverändert.
2021
Für die ersten Abendshows 2021 fanden die Dreharbeiten erstmals auf Schloss Johannisberg im Rheingau statt. Neben Heide Rezepa-Zabel, Albert Maier, Sven Deutschmanek und Detlev Kümmel kam als Experte zum ersten Mal auch Colmar Schulte-Goltz zum Einsatz. Im Händlerraum saßen diesmal Wolfgang Pauritsch, Susanne Steiger, Walter Lehnertz, Fabian Kahl, Elisabeth Nüdling und Daniel Meyer. Als prominenter Verkäufer bot Jörg Pilawa ein Objekt an. Die Ausstrahlung erfolgte am 21. Juli 2021, die zweite Ausgabe wurde am 25. August 2021 gesendet. Als prominente Verkäufer waren Jana Ina und Giovanni Zarrella dabei, die ihren Alfa Romeo Spider verkauften.
Die Produktion der restlichen beiden Ausgaben fand im Oktober 2021 auf Schloss Drachenburg statt. Händler- und Expertenteam blieben unverändert. In der Folge vom 24. November 2021 – wieder mit Publikum – waren Anne Gesthuysen und Frank Plasberg als prominente Verkäufer dabei. In der Weihnachtsausgabe am 22. Dezember 2021 wirkte Cathy Hummels mit.
2022
Anfang Mai 2022 wurden zwei Abendausgaben erneut auf Schloss Drachenburg produziert. Das Expertenteam bestand aus Heide Rezepa-Zabel, Wendela Horz, Sven Deutschmanek und Detlev Kümmel. Die Händlerrunde bildeten Wolfgang Pauritsch, Susanne Steiger, Julian Schmitz-Avila, Elisabeth Nüdling, Daniel Meyer und Christian Vechtel. Die erste Folge wurde am 22. Juni 2022 ausgestrahlt, prominenter Verkäufer war Sky du Mont. In der zweiten Ausgabe am 10. August 2022 war Guildo Horn zu Gast.
Auch für eine weitere Primetime-Ausgabe war Schloss Drachenburg Drehort. Expertin Bianca Berding bewertete zusätzlich die Objekte. Statt Christian Vechtel kam wieder Walter Lehnertz im Händlerraum zum Einsatz. Die Ausstrahlung der Herbstfolge erfolgte am 5. Oktober 2022 mit Sabine Heinrich als prominenter Verkäuferin.
Anfang November wurde die Weihnachtsausgabe auf Schloss Ehreshoven in Engelskirchen produziert. Als Experten kamen Heide Rezepa-Zabel, Wendela Horz, Albert Maier, Sven Deutschmanek und Colmar Schulte-Goltz zum Einsatz. Am Händlerpult saßen Walter Lehnertz, Susanne Steiger, Wolfgang Pauritsch, Elke Velten, Fabian Kahl und Daniel Meyer. Als prominente Verkäuferin bot Ireen Sheer ein Objekt an. Gesendet wurde die Weihnachtsausgabe am 20. Dezember 2022.
2023
Mitte Mai 2023 fanden die Dreharbeiten für die ersten beiden Abendshows statt, erstmals im Kloster Eberbach bei Eltville am Rhein. Die Objekte begutachteten Heide Rezepa-Zabel, Wendela Horz, Sven Deutschmanek und Detlev Kümmel. Im Händlerraum nahmen Susanne Steiger, Elisabeth Nüdling, Wolfgang Pauritsch, Daniel Meyer, Julian Schmitz-Avila und Christian Vechtel Platz. Die Ausstrahlung der ersten Folge fand am 28. Juni 2023 statt, als prominenter Verkäufer nahm Oliver Wnuk teil. Die zweite Ausgabe lief am 6. September 2023 mit Katrin Müller-Hohenstein als Gast.
Die Herbstfolge auf Schloss Drachenburg zeigte das ZDF am 15. November 2023. Als prominente Verkäuferin bot Katharina Wackernagel ein Objekt an, als Experten traten Wendela Horz, Bianca Berding, Sven Deutschmanek, Colmar Schulte-Goltz und Detlev Kümmel auf. Aus dem Händlerteam waren Susanne Steiger, Walter Lehnertz, Elisabeth Nüdling, Wolfgang Pauritsch, Sarah Schreiber und Fabian Kahl dabei.
Zum zehnjährigen Bestehen von Bares für Rares wurde am 20. Dezember 2023 eine Sondersendung ausgestrahlt. Diese wurde gemeinsam mit der Herbstausgabe im Oktober 2023 aufgezeichnet. Das Expertenteam blieb unverändert. Im Händlerraum nahm Julian Schmitz-Avila statt Sarah Schreiber Platz. Als prominenter Verkäufer wirkte Johannes B. Kerner mit.
2024
Im Mai 2024 wurden erneut zwei Ausgaben im Kloster Eberbach produziert. Die Objekte bewerteten Heide Rezepa-Zabel, Wendela Horz, Sven Deutschmanek, Colmar Schulte-Goltz und Detlev Kümmel. Bei der Verhandlung kamen erstmals nach mehreren Jahren wieder sieben Händler zum Einsatz, dies waren Susanne Steiger, Wolfgang Pauritsch, Elisabeth Nüdling, Sarah Schreiber, Fabian Kahl, Julian Schmitz-Avila und Daniel Meyer. Die erste Folge wurde am 31. Juli 2024 ausgestrahlt. In dieser bot Natalia Wörner gemeinsam mit ihrem Sohn Jacob Lee Seeliger einen Miniatur-Bauernhof an. In der zweiten Ausgabe am 9. Oktober 2024 veräußerte Guido Maria Kretschmer ein Objekt.
Im Oktober 2024 fanden die Dreharbeiten für die Herbstausgabe im Kloster Eberbach statt. In der Ausstrahlung am 23. Oktober 2024 übernahm Bianca Berding statt Colmar Schulte-Goltz einige Expertisen. Im Händlerraum saßen Susanne Steiger, Walter Lehnertz, Elisabeth Nüdling, Elke Velten, Christian Vechtel, Julian Schmitz-Avila und David Suppes. Als prominente Verkäuferin wirkte Valerie Niehaus mit.
Zwei Weihnachtsausgaben wurden außerdem auf Schloss Drachenburg produziert. Bei der regulären Show am 18. Dezember 2024 begutachteten Wendela Horz, Bianca Berding, Sven Deutschmanek, Colmar Schulte-Goltz und Detlev Kümmel die Objekte. In der Händlerrunde waren Susanne Steiger, Walter Lehnertz, Elisabeth Nüdling, Sarah Schreiber, Fabian Kahl, Julian Schmitz-Avila und Wolfgang Pauritsch. Zu Gast war Hugo Egon Balder als prominenter Verkäufer. An Heiligabend wurde zudem eine Spezialausgabe ausgestrahlt, in der Horst Lichter mit einigen der Experten und Händler auf vergangene Sendungen zurückblickte.
2025
Drehort der ersten Abendshow war erneut Schloss Drachenburg. Die Expertisen übernahmen Heide Rezepa-Zabel, Wendela Horz, Friederike Werner, Colmar Schulte-Goltz und Detlev Kümmel. Im Händlerteam waren Susanne Steiger, Wolfgang Pauritsch, David Suppes, Sarah Schreiber, Fabian Kahl, Christian Vechtel und Daniel Meyer. Die Folge lief am 9. April 2025. Als prominenter Verkäufer dabei war August Wittgenstein.
Die zweite Ausgabe wurde erstmals offiziell unter dem Titel Bares für Rares XXL angekündigt. Produktionsort war zum ersten Mal Gut Nettehammer in Andernach. Die Sendung stand erstmalig unter einem Motto. Alle angebotenen Objekte enthielten versteckte Botschaften. Für die Expertisen waren Wendela Horz, Bianca Berding, Colmar Schulte-Goltz und Sven Deutschmanek im Einsatz. Mit Susanne Steiger, Walter Lehnertz, Elisabeth Nüdling, Fabian Kahl, Julian Schmitz-Avila und Wolfgang Pauritsch waren wieder nur sechs Händler dabei. Die Ausstrahlung war am 13. August 2025. Timon Krause bot ein Gemälde seines Ururgroßonkels Heinrich Hellhoff an.

## Produktion
Produziert wird Bares für Rares von Warner Bros. International Television Production (bis Mai 2015 Eyeworks) und dem ZDF. Pro Jahr werden etwa 230 Folgen gedreht (Stand 2022), insgesamt bisher über 1900 Folgen (ohne Sonderformate).

### Auswahl der Objekte
Bei der Produktionsfirma gehen pro Woche etwa 500 bis 1000 Bewerbungen ein, die einem umfänglichen Auswahlverfahren unterzogen werden, durch das eine aussagekräftige Einschätzung der Verkäufer und ihrer Objekte entsteht. Die Redakteure werden dabei von mehreren Kunsthistorikern unterstützt, die unter anderem die Provenienz der Objekte prüfen. Ungefähr alle drei Monate wird auf sogenannten „Schätztagen“ Interessierten die Gelegenheit gegeben, ihre Objekte von Experten außerhalb der Sendung bewerten zu lassen. Bei diesen Veranstaltungen können von der Redaktion Objekte ausgesucht werden, die zu einer späteren Aufzeichnung mit vollständiger Expertise und nachfolgendem Verkauf eingeladen werden.

### Drehorte
Veranstaltungsorte für die Aufzeichnung von Nachmittagsfolgen der Reihe waren bisher die Balloni-Hallen in Köln, das Historische Kaufhaus in Freiburg im Breisgau, der Kölner Harbour.Club sowie das Walzwerk in Pulheim.
Die Abendsendungen wurden auf Schloss Ehreshoven in Engelskirchen, Schloss Drachenburg in Königswinter, im Schweriner Schloss in Schwerin, auf Schloss Johannisberg im Rheingau und im Kloster Eberbach bei Eltville am Rhein gedreht.

### Produktionspersonal
Sheila Bär-Mertens führte in vielen Episoden Regie, wie auch Dörthe Bahne, Nico Gutjahr, Katharina Kreutz (1968–2024), Benjamin Spratte, Katja Grube sowie Samuel Kircheis und andere. Für den Schnitt der Episoden zeichnete Filmeditorin Katharina Kreutz häufig verantwortlich, gefolgt von David de Leon, Samuel Kircheis, Ingo Monitor, Jan Richter, Yves Ferrand sowie Katja Grube und anderen. Chefmaskenbildnerin ist seit 2016 Jana Zerlett, die in einigen Sendungen zu sehen war. Die Erzählstimme aus dem Off gehört dem Sprecher Volker Wolf.

### Verkäuferschlangen und Statisten
In Teilen der deutschen Presse wurden Anfang 2018 Zweifel an der Echtheit der Verkäuferschlangen in der Expertenhalle geäußert.
Nach Angaben des ZDF sind die gezeigten Verkäuferschlangen echt. Zudem sollen Verkäufer, Experten und Händler nach Möglichkeit natürlich agieren. Die Handlungen um die Expertisen und Verkäufe seien nicht gescriptet. In der Sendung würden jedoch nur ausgewählte Fälle gezeigt; nicht jedes von den Experten geschätzte Objekt werde auch den Händlern zum Kauf angeboten. So würden die Produzenten auch auf Aufnahmen von öffentlichen Schätztagen zurückgreifen.
Bei der Aufzeichnung von Sendungen kamen jedoch auch bezahlte Statisten zum Einsatz, die beispielsweise bei Aufnahmen echter Verkäufer an den Expertentischen im Bildhintergrund an anderen Tischen zu sehen sein können. Dem ZDF zufolge sind diese Komparsen jedoch nie direkt Teilnehmer der gesendeten Expertisen und Verkaufsprozesse und kämen lediglich aus „rein produktionellen Gründen“ zum Einsatz. Inzwischen wird ohne Komparsen gedreht, in Wiederholungen können sie aber nach wie vor zu sehen sein.
Bei der Produktion der Abendsendungen Mai/Juli 2018 kamen neben 600 Besuchern auch rund 150 Komparsen zum Einsatz, die jeweils eine Vergütung von 80 Euro und eine Pauschale von 15 Euro für ihre Anreise erhielten.
Horst Lichter äußerte sich im Juli 2018 zu den Täuschungsvorwürfen: „Im Prinzip konnte man damit schon rechnen. Wenn irgendetwas einen großen Erfolg hat, wird sich nicht gefreut, sondern vermutet, dass da was nicht stimmen kann. Das ist typisch, zu sagen: Das geht nicht mit rechten Dingen zu! Der Deutsche kann nicht erstmal genießen, ohne zu denken, da ist ein Haken dran. Das finde ich immer schade. Es hat mich im Fall ‚Bares für Rares‘ sehr verwundert, aber man hätte es erwarten können. Ein wenig Neid und Missgunst spielt da auch eine Rolle. Jeder hätte das gern selbst entdeckt, erfunden und gemacht.“

## Ausstrahlung

### Staffelübersicht
Die Erstausstrahlung erfolgte anfangs auf ZDFneo. Weitere Folgen wurden wöchentlich auf dem festen Sendeplatz sonntags um 13:15 Uhr im ZDF gezeigt. Ab dem 18. Mai 2015 erhielt die Show den werktäglichen Sendeplatz der abgesetzten Kochshow Topfgeldjäger.
| Staffel (Nr.) | Folgen (Anzahl) | Ausstrahlungsbeginn (Deutschland) | Ausstrahlungsende (Deutschland) | Bemerkungen                                             |
| ------------- | --------------- | --------------------------------- | ------------------------------- | ------------------------------------------------------- |
| 1             | 6               | 4. August 2013                    | 8. September 2013               | sonntags                                                |
| 2             | 19              | 5. Januar 2014                    | 22. Juni 2014                   | sonntags                                                |
| 3             | 6               | 28. September 2014                | 9. November 2014                | sonntags                                                |
| 4             | 51              | 18. Januar 2015                   | 11. September 2015              | anfänglich sonntags, ab dem 18. Mai werktags, 15:05 Uhr |
| 5             | 7               | 13. September 2015                | 25. Oktober 2015                | werktags, 15:05 Uhr                                     |
| 6             | 107             | 28. Dezember 2015                 | 10. Juni 2016                   | werktags, 15:05 Uhr                                     |
| 7             | 208             | 29. August 2016                   | 31. Juli 2017                   | werktags, 15:05 Uhr                                     |
| 8             | 1200 +          | 4. September 2017                 | noch nicht bekannt              | werktags, 15:05 Uhr                                     |

Seit dem 19. August 2017 werden Sendungen auch samstags um 16:05 Uhr ausgestrahlt. Ab dem 14. September 2019 zeigte das ZDF sieben Folgen auf den samstäglichen Sendeplatz um 19:25 Uhr.

### Wiederholungen
Bearbeitete Wiederholungen
2014 und 2015 wurden 44 bearbeitete Wiederholungen mit zuvor unveröffentlichtem Material im Nachmittagsprogramm des ZDF ausgestrahlt.
| Staffel (Nr.) | Folgen (Anzahl) | Ausstrahlungsbeginn (Deutschland) | Ausstrahlungsende (Deutschland) | Bemerkungen                               |
| ------------- | --------------- | --------------------------------- | ------------------------------- | ----------------------------------------- |
| 1             | 20              | 14. Juli 2014                     | 8. August 2014                  | jeweils montags bis freitags um 15:05 Uhr |
| 2             | 24              | 26. Mai 2015                      | 24. Juli 2015                   | jeweils montags bis freitags um 15:05 Uhr |

Lieblingsstücke
| Staffel (Nr.) | Folgen (Anzahl) | Ausstrahlungsbeginn (Deutschland) | Ausstrahlungsende (Deutschland) | Bemerkungen             |
| ------------- | --------------- | --------------------------------- | ------------------------------- | ----------------------- |
| 1             | 22              | 10. Juli 2016                     | 20. November 2016               |                         |
| 2             | 400+            | 1. Januar 2017                    | noch nicht bekannt              | meist sonntagvormittags |

### Ausstrahlung und Adaptionen auf anderen Sendern
ZDFneo sendet regelmäßig Wiederholungen verschiedener Staffeln. Der Schweizer Privatfernsehsender TV25 zeigte 2016 und 2017 zwei Staffeln mit jeweils 20 Folgen. Am 3. Juli 2017 begann der österreichische Fernsehsender ServusTV mit der Ausstrahlung der Sendereihe ab Folge 1.
Der französische Sender France 2 adaptierte das Format, das unter dem Titel Affaire conclue (deutsch Geschäft abgeschlossen) seit August 2017 von Sophie Davant präsentiert wird. Die Experten der Sendung sind Enora Alix, Patricia Casini-Vitalis, Bertrand Cornette de Saint-Cyr, Yves Cosqueric, Diem Crenais, Jérôme Duvillard, Delphine Fremaux-Lejeune, Dorothée Galludec, Harold Hessel, Elsa Joly-Malhomme, Marie Renoir, und Grégoire Debuire. Als Händler traten auf Alain Laugier, Mathieu Momein, Eric Bachelet, Christophe Métral, Didier Bonnal-Ruan, Johan Ledoux, Paul Azzopardi, Djamel Bentenah, Leticia Blanco, François Cases Bardina, Pierre-Jean Chalençon, Diane Chatelet, Julien Cohen, Bernard Dumeige, Caroline Margeridon, Alexandra Morel, Caroline Pons, Marie du Sordet, Damien Tison, Stéphane Vanhandenhoven, Anne-Catherine Verwaerde sowie Gerald Watelet.

Französische Version
Niederländische Version
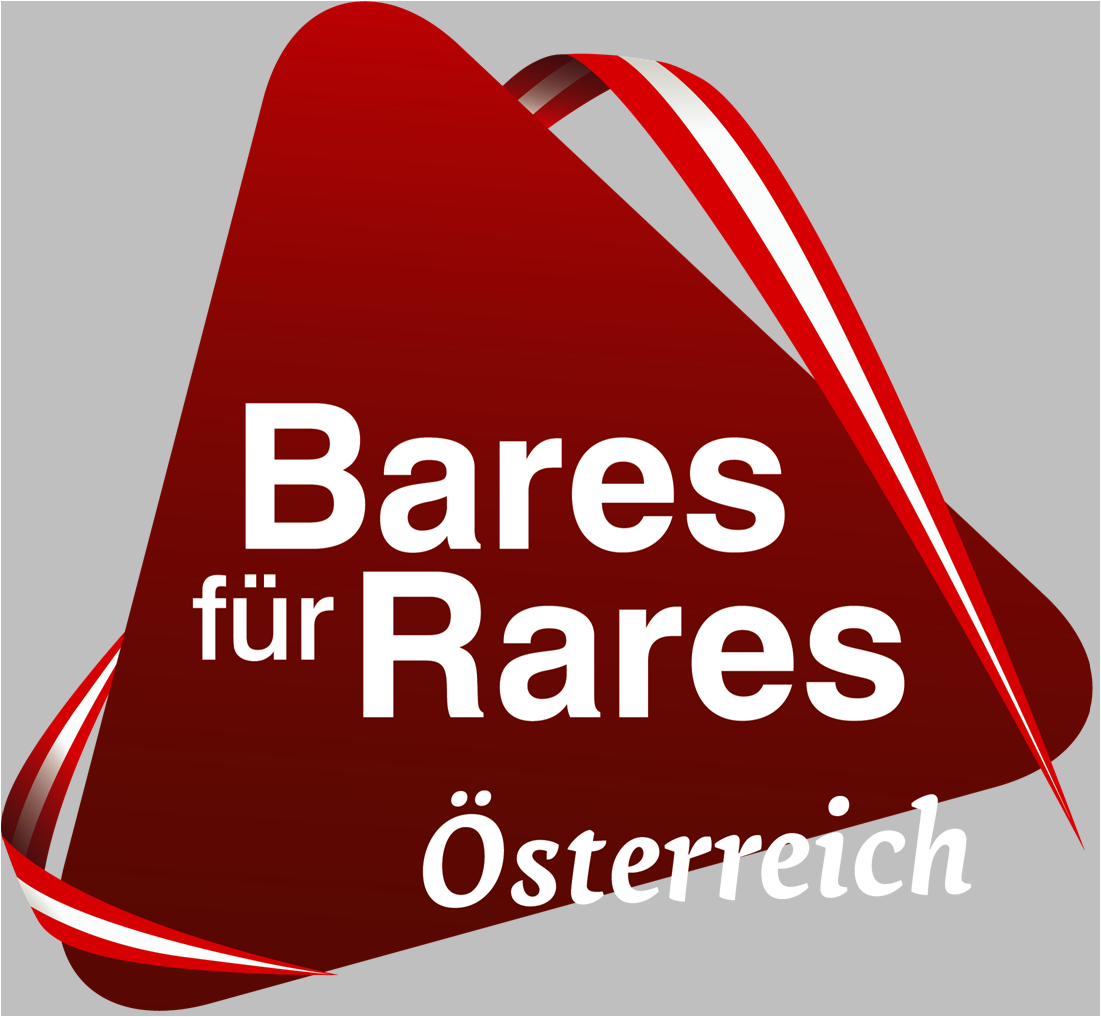
Österreichische Version
Britische Version

Unter dem Titel Cash or Trash (deutsch Bargeld oder Ramsch) begann der niederländische Sender SBS 6 am 23. Oktober 2019 mit der Ausstrahlung seiner Version von Bares für Rares. Moderator der Sendung ist Martien Meiland. Im März 2020 begann die zweite Staffel der Reihe. Die Experten der Sendung sind Emiel Geurts, Elise Trommelen, Pieter-Gerrit Binkhorst, Gijs Essink und Mark Haasnoot, als Händler treten auf Barbara Jongsma, Reinier Brummelkamp, Jos van Katwijk, Mark Opmeer, Jeroen Speksnijder und Rianne Lunenborg.
Am 1. Dezember 2019 startete die österreichische Variante der Show auf ServusTV als Bares für Rares Österreich auf dem Sendeplatz um 20:15 Uhr. Roland Gruschka führte als Moderator durch die 16 Sendungen und ein Best of der ersten beiden Staffeln des Formats. In der 1. Staffel hatte Horst Lichter Gastauftritte als Co-Moderator. Der Sender engagierte den Tänzer und Kunsthistoriker Willi Gabalier, der seit Herbst 2020 die Sendung moderiert. Als Experten fungieren Karin Schlager und Gabriela Breisach (beide Schmuck), Erich Tromayer, Constantin Staus-Rausch und Roswitha Holly (Kunstgeschichte) sowie Mario Hämmerle (Altwaren). Die Riege der Händler besteht aus Katharina Marchgraber, Markus Kral, Stefan Patzl, Markus Schwindsackl, Josef Obermoser, Helmut Tkalec, Markus Strassner, Richard Armstark, Monika Stieblo, Anne Pálffy und Daniel Schwarz. Auch Wolfgang Pauritsch, Ludwig Hofmaier und Elisabeth Nüdling aus der deutschen Version des Formats traten im österreichischen Händlerraum auf. Die Erstausstrahlungen der Reihe haben einen stabilen Marktanteil von etwa vier Prozent. Ab Herbst 2025 wird Arabella Kiesbauer die Moderation von Bares für Rares Österreich auf den Sendern Puls 4 und Joyn übernehmen.
Die British Broadcasting Corporation beauftragte Ende 2019 Ricochet, eine Tochter von Warner Bros. International Television Production, mit der Produktion von The Bidding Room (deutsch Der Gebotsraum), der britischen Adaption von Bares für Rares. Die erste Staffel mit 30 Episoden à 45 Minuten ist für das Nachmittagsprogramm von BBC One konzipiert. Die erste Folge wurde im Juni 2020 gesendet. Durch die Sendung führt der Schauspieler Nigel Havers; Experte des Formats ist Simon Bower; als Händler treten auf Adi Higham, James Broad, Lucy Ryder Richardson, Moses Otunla, Ian Humphries, James Gooch, Jane Cave und Natasha Francis.
Insgesamt wurde das Format (Stand 2023) in zehn internationalen Märkten regional umgesetzt, darunter noch in der Slowakei, in Marokko und in Italien. Weltweit sind von der Show mittlerweile rund 100 Staffeln mit 6500 Folgen produziert worden.

### Internetpräsenz
Im Streamingportal des ZDF kann auf einen großen Teil der bereits gezeigten Sendungen der vergangenen Monate in voller Länge zugegriffen werden. Oftmals können Sendungen bereits vor der TV-Ausstrahlung nach dem Web-First-Prinzip aus dem Onlineangebot abgerufen werden. Zusätzlich bietet die ZDF-Webseite eine Gesamtschau der in den Sendungen vorgestellten Exponate an, zu denen bis Mitte 2019 schriftliche Zusammenfassungen mit den wesentlichen Inhalten der jeweiligen Expertisen bereitstanden.
Seit Juni 2017 hat sich das Angebot von Bares für Rares mit die Sendereihe begleitenden Aktivitäten auf Facebook ausgeweitet. Hierzu gehören zusätzliche Hintergrundinformationen, Tipps oder interaktive Live-Auftritte der Experten und Händler, bei denen Zuschauer direkt Fragen an sie richten können.
Der YouTube-Kanal von Bares für Rares hat 2025 knapp 700.000 Abonnenten und bietet regelmäßig neue Videos mit Exponaten aus den Sendungen an, die vereinzelt millionenfache Abrufe aufweisen können.

### Einschaltquoten
Nachmittags
Bares für Rares gilt als die „erfolgreichste ZDF-Daytime-Show“, die ab 15:05 Uhr teils drei Millionen Zuschauer vor den Fernseher zieht und regelmäßig bis zu 25 Prozent Marktanteil erreicht. Für 2017 wurden 11,5 Millionen verschiedene Zuschauer errechnet, die binnen einer Woche „Bares für Rares“ auf ZDF oder neo einschalteten.
Die höchste bisher gemessene Zuschauerzahl des regulären Formats lag am 9. Februar 2018 bei 3,80 Millionen, bei einem Marktanteil von 26,4 Prozent. Die aktuelle Rekordmarke der Show beim Marktanteil liegt bei 27,9 Prozent (3,1 Millionen) der Fernsehzuschauer und wurde am 25. Juli 2018 aufgestellt.
2023, am 5. Mai, erreichte die Trödelshow 1,96 Millionen Zuschauer, damit einher gingen 21,8 Prozent Marktanteil. Am 16. Juni sahen 1,86 Millionen Zuschauer mit einem Marktanteil von 22,5 Prozent zu.
Die Reichweite der „Lieblingsstücke“ vom Neujahrstag 2019 war so hoch wie nie zuvor bei einer Nachmittags-Episode; 4,36 Millionen Menschen (17,6 %) schauten zu.
In der ZDF Mediathek erreichten die Abrufvideos von Bares für Rares pro Monat im 1. Quartal 2017 durchschnittlich 1,019 Millionen Aufrufe.
Vorabend
Am 30. August 2017 erreichte eine ab 19:30 Uhr gesendete Wiederholung im Vorabendprogramm von ZDFneo mit 1,23 Millionen Menschen 5,2 Prozent der Zuschauer, was etwa das Doppelte des Senderschnitts wäre. Ein Jahr später, im August 2018, schauten der Show auf diesem Sendeplatz bis zu 1,5 Millionen Zuschauer zu. 1,11 Millionen (4,1 Prozent) sahen am 28. November 2019 die Reihe auf diesem Sender.
Abends
| Sendung vom   | Zuschauer in Millionen | Marktanteil in Prozent | Einzel- nachweise |
| ------------- | ---------------------- | ---------------------- | ----------------- |
| 15. Mai 2017  | 6,38                   | 23,8                   | [ 163 ]           |
| 13. Jul 2017  | 5,80                   | 21,2                   | [ 164 ]           |
| 2. Nov 2017   | 5,89                   | 18,2                   | [ 165 ]           |
| 31. Mai 2018  | 5,89                   | 19,0                   | [ 166 ]           |
| 12. Jul 2018  | 5,17                   | 19,5                   | [ 167 ]           |
| 17. Okt 2018  | 5,21                   | 17,6                   | [ 168 ]           |
| 19. Dez 2018  | 4,84                   | 15,6                   | [ 169 ]           |
| 22. Mai 2019  | 6.35                   | 22,8                   | [ 170 ]           |
| 17. Juli 2019 | 4,86                   | 18,3                   | [ 171 ]           |
| 27. Nov 2019  | 5,63                   | 18,5                   | [ 172 ]           |
| 18. Dez 2019  | 5,53                   | 19,0                   | [ 173 ]           |
| 22. Jul 2020  | 4,90                   | 18,5                   | [ 174 ]           |
| 29. Aug 2020  | 5,00                   | 18,6                   | [ 175 ]           |
| 11. Sep 2020  | 5,45                   | 16,9                   | [ 176 ]           |
| 16. Dez 2020  | 5,84                   | 18,0                   | [ 177 ]           |
| 21. Jul 2021  | 4,61                   | 19,9                   | [ 178 ]           |
| 24. Nov 2021  | 4,81                   | 16,8                   | [ 179 ]           |
| 22. Dez 2021  | 4,76                   | 15,9                   | [ 180 ]           |
| 22. Mai 2022  | 4,69                   | 20,6                   | [ 181 ]           |
| 10. Aug 2022  | 3,79                   | 17,1                   | [ 182 ]           |
| 5. Okt 2022   | 4,57                   | 18,0                   | [ 183 ]           |
| 22. Dez 2022  | 4,29                   | 15,2                   | [ 184 ]           |
| 28. Jun 2023  | 3,83                   | 17,2                   | [ 185 ]           |
| 6. Sep 2023   | 3,55                   | 15,6                   | [ 186 ]           |
| 15. Nov 2023  | 4,41                   | 17,2                   | [ 66 ]            |
| 20. Dez 2023  | 3,71                   | 13,5                   | [ 187 ]           |
| 31. Jul 2024  | 2,93                   | 13,1                   | [ 188 ]           |
| 9. Okt 2024   | 3,71                   | 15,2                   | [ 189 ]           |
| 23. Okt 2024  | 3,94                   | 16,3                   | [ 190 ]           |

Struktur der Zuschauer
Eine Analyse der Sendung vom Nachmittag des 13. April 2018 ergab folgenden prozentualen Anteil der Zuschauer nach Altersgruppen:
| Altersgruppe        | Prozentualer Anteil |
| ------------------- | ------------------- |
| 3- bis 13-Jährige   | 2,7                 |
| 14- bis 19-Jährige  | 15,9                |
| 20- bis 29-Jährige  | 11,3                |
| 30- bis 39-Jährige  | 14,5                |
| 40- bis 49-Jährige  | 16,7                |
| 50- bis 64-Jährige  | 22,7                |
| 65 Jahre oder älter | 39,8                |

Nach der Erhebung waren fast 55 Prozent der Zuschauer über 14 Jahre weiblich, 45 Prozent männlich. 2,21 der an diesem Tag gemessenen 3,34 Millionen Zuschauer kamen aus Haushalten, die monatlich mehr als 1750 Euro Netto-Einkommen zur Verfügung haben; dem standen nur etwa 0,28 Millionen Zuschauer gegenüber, die in ihrem Haushalt mit 1000 Euro oder weniger auskommen mussten. Den Zahlen zufolge lag der Marktanteil bei Beamten an diesem Tag bei 39,3 Prozent; Selbstständige fanden mit 12,7 Prozent vergleichsweise weniger Gefallen an der Sendung.

## Besondere Exponate
Jaguar E-Type
In der Abendsendung vom 31. Juli 2024 erwarb Julian Schmitz-Avila einen Jaguar E-Type, Baujahr 1968, mit einem erfolgreichen Gebot von 60.000 Euro als bisher höchstwertigem Verkauf der Sendung. Der Schätzpreis lag bei 70.000 bis 80.000 Euro.
Pektorale mit angeblichem Holzsplitter vom Kreuz Jesu
Ein goldenes Pektorale aus der Zeit um das Jahr 1700 mit 40 Karat Diamanten und einer durch päpstliches Siegel beglaubigten Kreuzreliquie war über fünf Jahre lang das teuerste verkaufte Objekt und wechselte für 42.000 Euro den Besitzer, Susanne Steiger erhielt den Zuschlag. Der Schätzwert lag bei 60.000 bis 80.000 Euro.

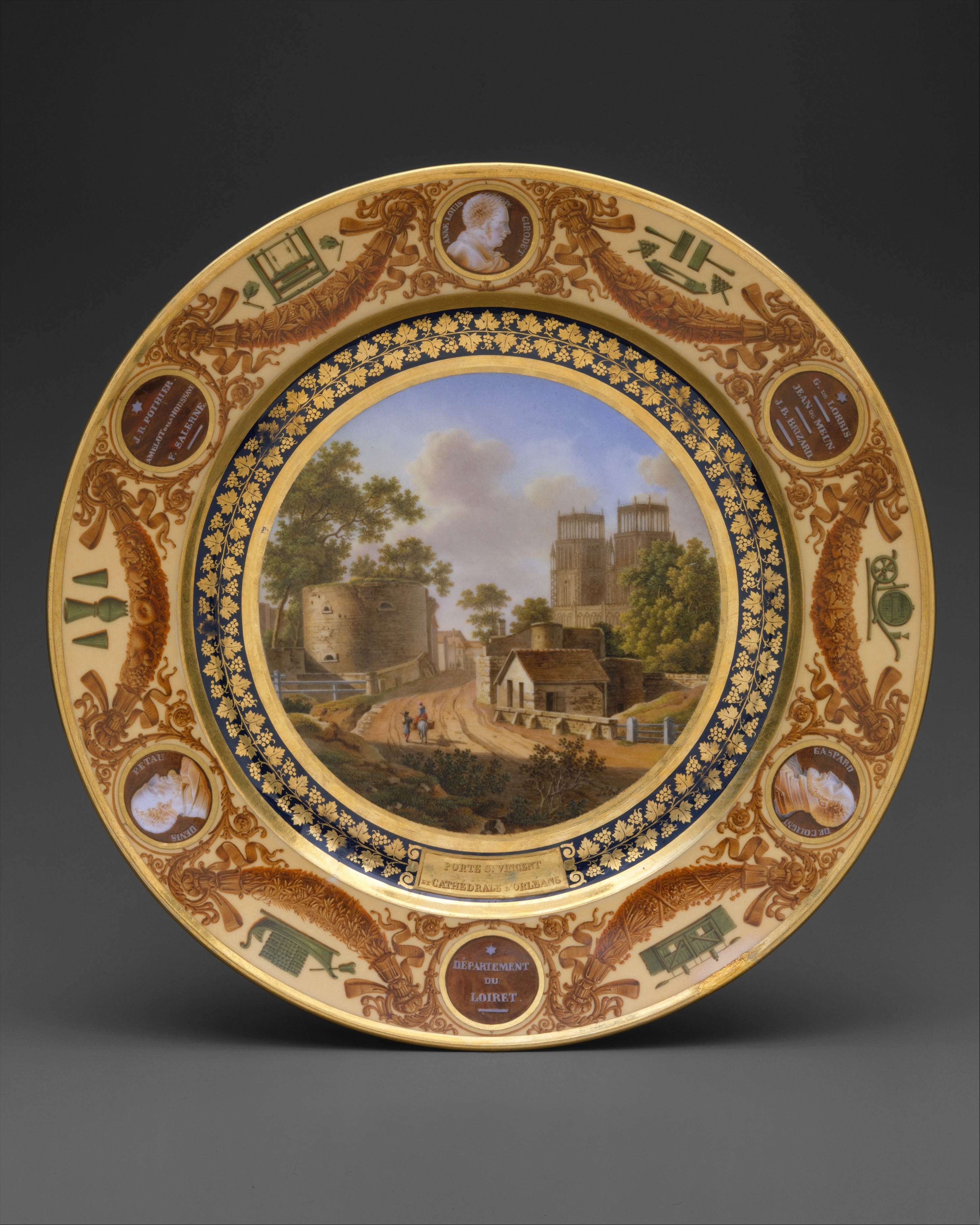
Anderer Teller aus der Service des Départements-Serie im Metropolitan Museum of Art

Service des Départements-Teller von Sèvres
In der Abendsendung vom 20. Dezember 2023 kam es zum bisher drittteuersten Verkauf, bei dem zwei von nur 96 Porzellantellern aus einer von 1824 bis 1832 gefertigten, 205-teiligen und handbemalten Serie Service des Départements der französischen Staatsmanufaktur Sèvres veräußert wurden, die für Louis XVIII. hergestellt worden waren, der aber vor Fertigstellung verstarb. Nachdem auch sein Nachfolger Karl X. zwar einmal von dem Service gespeist, es aber nicht abgenommen hatte, wurde es an das Außenministerium verkauft, von wo es später an den Kunsthandel veräußert wurde. Die Wunschvorstellung der Verkäufer von insgesamt 80 Euro wurde mit 36.000 Euro Ankaufspreis von Fabian Kahl 450-fach übertroffen. Die Schätzung lag bei 39.000 Euro.
Borgward Isabella
In der Sendung vom 29. März 2014 erwarb Wolfgang Pauritsch für 35.000 Euro ein Borgward Isabella Cabriolet von 1961 und verkaufte das Objekt bereits „nach wenigen Minuten mit kleinem Gewinn“ an einen Autohändler in Bremen weiter. Für fünf Jahre war das Automobil das teuerste je in der Sendung veräußerte Objekt.
Lithographie Otto Mueller
Die teuerste in der Sendung verkaufte Graphik wurde in der Sendung vom 23. März 2021 von Fabian Kahl erworben. Die 1920 in kleiner Auflage von etwa 15–20 Stück hergestellte Lithografie einer Badenden auf Fehmarn von Otto Mueller aus der Künstlergruppe Brücke wurde von dem Expressionisten mit Aquarellfarben koloriert und somit zum Unikat. Bei einem Schätzwert von 30.000–35.000 Euro erzielte der Dachbodenfund 30.500 Euro.
Kowsch von Katharina der Großen
In der Abendsendung vom 21. Juli 2021 wurde ein Kowsch von 1763, den Katharina die Große einem Reiter-Hauptmann als Ehrengeschenk gemacht hatte, für 29.000 Euro von Daniel Meyer erworben, bei einer Schätzung von 40.000–60.000 Euro. Die Verkäuferin hatte das Stück selbst auf einem Flohmarkt für 5 Euro erworben und damit den Einstand 5.800-fach übertroffen.
10-Dukaten-Münze
In Staffel 7, Folge 44 vom 28. Oktober 2016 erbrachte der Verkauf einer im Jahr 1648 geprägten Goldmünze 25.000 Euro. Die 10-Dukaten-Münze aus der Zeit des Heiligen Römischen Reiches zeigt den römisch-deutschen Kaiser Ferdinand III. auf der einen und den doppelköpfigen Reichsadler mit dem Löwen von Habsburg auf der anderen Seite. Daniel Meyer und Fabian Kahl erwarben die Münze gemeinsam. Das Leipziger Auktionshaus Höhn kaufte die Münze später für 27.000 Euro und versteigerte sie darauf für 35.000 Euro.
BMW Isetta
Das Verkaufsangebot einer BMW Isetta (Baujahr 1960) führte in der Sendung vom 25. Mai 2018 im Händlerraum zum ersten Mal zu einer Telefonauktion, bei der Julian Schmitz-Avila, Daniel Meyer und Walter Lehnertz interessierte Parteien per Telefon an den Verkaufstisch brachten. Lehnertz, der einen Interessenten aus Frechen vertrat, war Höchstbietender und erwarb das Motocoupé für 18.000 Euro.
Tennisschläger Boris Beckers
Ende 2017 wurde bekannt, dass Boris Becker in der Abendsendung vom 15. Juni 2017 nicht den Schläger seines letzten Wimbledonspiels, sondern versehentlich ein baulich ähnliches Modell veräußert hatte. Becker ließ verlauten, dass dem Käufer Julian Schmitz-Avila im Nachhinein der richtige Schläger ausgehändigt worden sei. Zum Verbleib des Verkaufserlöses von 10.000 Euro, den Becker einer Hilfsorganisation spenden wollte, gab es widersprüchliche Mitteilungen.
Babylonisches Rollsiegel
In Staffel 6, Folge 55 vom 24. März 2016 wurde mit einem knapp unter 4.000 Jahre alten babylonischen Rollsiegel das bisher älteste Exponat der Sendereihe vorgestellt. Der Schätzpreis lag bei 1500 Euro, Susanne Steiger bekam für ihr Höchstgebot von 1200 Euro den Zuschlag.
Dürer-Holzdrucke
In Folge 1219 vom 27. Juni 2023 wurde ein originaler Holzdruck von Albrecht Dürers Gemälde Marter der zehntausend Christen aus dem Jahr 1497 präsentiert, für das ein auf das Jahr 1972 datiertes Echtheitszertifikat vorlag. Der Einkaufpreis des Verkäufers lag bei 1.000 D-Mark, die Expertise zwischen 2.000 und 2.500 Euro, am Ende wurde das Bild für 4.300 Euro an David Suppes verkauft.
In Folge 1846 vom 12. Februar 2024 kam ein weiterer Holzdruck aus der Lebenszeit von Albrecht Dürer zum Angebot, die Darbringung Jesu im Tempel aus dem Marienleben von 1511. Bei einem Schätzpreis von 3.500–4.000 Euro erzielte der von Expertin Friederike Werner als echt eingestufte Druck 3.000 Euro, dessen Authentizität ein weiterer von Käufer Julian Schmitz-Avila hinzugezogener Experte nach der Aufzeichnung bestätigen konnte.
Bronzefigur Le travail
In Staffel 7, Folge 59 vom 18. November 2016 gab es mit der Bronzefigur Le travail von Charles-Auguste Lebourg (entstanden etwa 1880–1890) den ersten Verdachtsfall auf Beutekunst, da die Figur die Aufschrift „Acquis par La Ville de Paris“ (deutsch „Angekauft von der Stadt Paris“) trägt. Der Weiterverkauf von Beutekunst ist verboten. Dieser Verdacht wurde jedoch nach Albert Maiers Recherche in der Sendung vom 28. November 2016 ausgeräumt. Wolfgang Pauritsch erwarb das Objekt anschließend für 1100 Euro.
Perry-Rhodan-Hefte
1100 Hefte der Science-Fiction-Serie Perry Rhodan wollte ein Verkäufer in der Sendung vom 19. Januar 2018 an den Mann bringen, die aber bei den Händlern keinen Anklang fanden. Julian Schmitz-Avila, der einzige Bieter, erstand die Sammlung für 10 Euro – das niedrigste zu einem Verkauf führende Gebot bisher.
Mercedes-Benz 190 SL Cabriolet
Zum bisher höchsten Gebot für ein Objekt kam es in der Abendsendung vom 12. Juli 2018, als Susanne Steiger 90.000 Euro für ein Mercedes-Benz-Cabriolet 190 SL bot; jedoch kam es nicht zum Verkauf, da der Verkäufer das Fahrzeug nicht unter 95.000 Euro abgeben wollte.

## Rezeption

### Preisnominierungen und Auszeichnungen

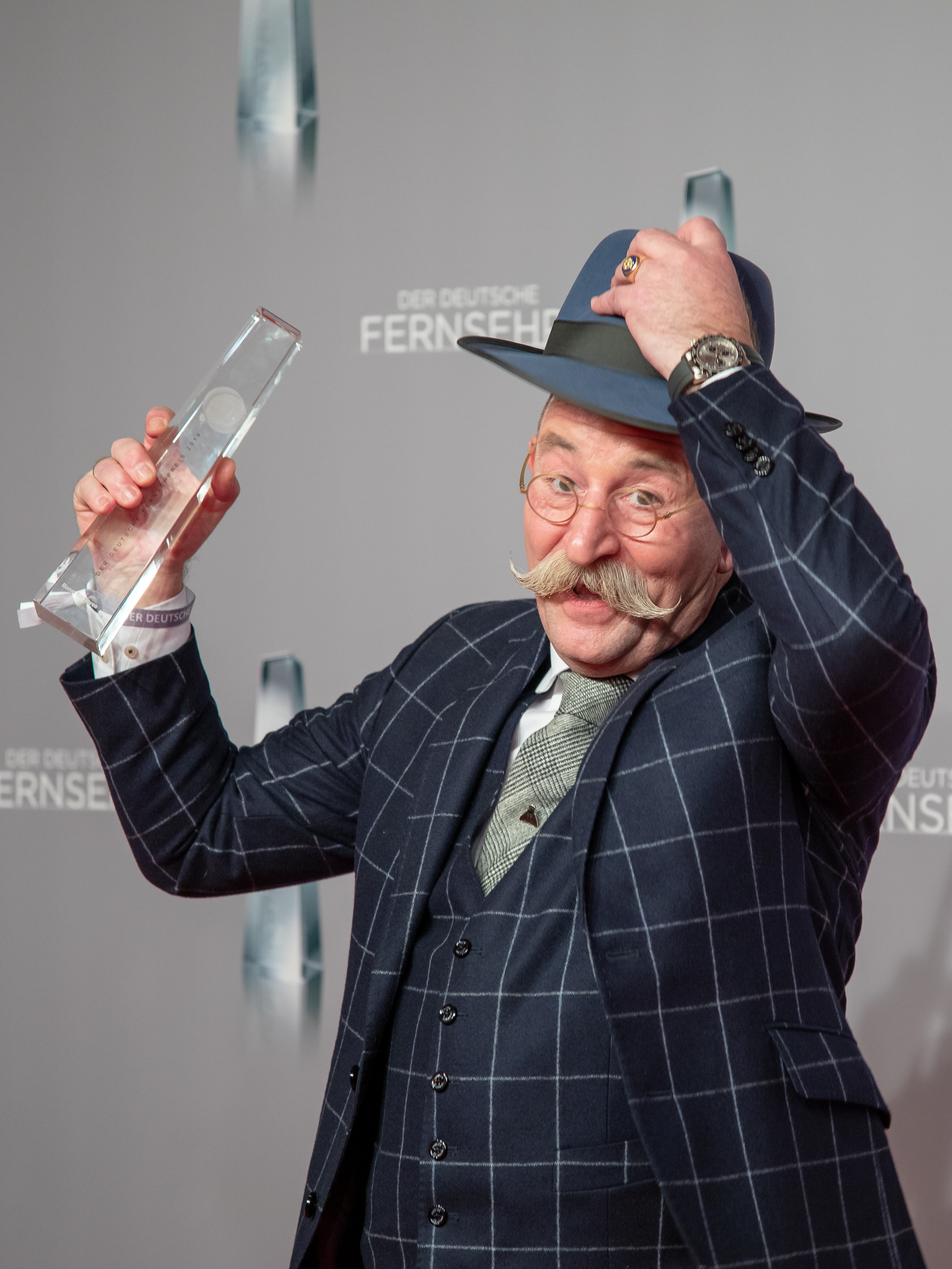
Horst Lichter mit dem Deutschen Fernsehpreis 2019

2017 wurde die Sendung in dem Segment Bestes Factual Entertainment für den Deutschen Fernsehpreis und den Grimme-Preis nominiert.
Als Resultat einer Publikumswahl erhielt die Sendung die Goldene Kamera 2018 in der Kategorie Bestes Dokutainment-Format.
2019 erhielt die Sendung den Deutschen Fernsehpreis in der Kategorie Bestes Factual Entertainment.

### Pressestimmen
Nach der ersten Sendung von 2013 kritisierte Jan Freitag von der Berliner Zeitung das „in seiner biederen Berechenbarkeit so dösig[e]“ Format als „heftiges Gefeilsche klischeehaft freakiger Bieter“ und „durch und durch durchdeklinierte[r] Charaktere“, die „versuchen, irgendwie authentisch, also scheinbar nicht vom Regisseur instruiert, am Objektiv vorbei zu dilettieren und daran herzhaft scheitern“.
Der Medienjournalist Stefan Niggemeier bemängelte auf dem Portal Übermedien, dass „der Ablauf [der Sendung] immer gleich“ sei. „Weniger als bei ‚Bares für Rares‘“ sei „selten im Fernsehen passiert“. Zudem breite sich „dieses bräsige Nichts […] unaufhaltsam“ im Programm von ZDF und ZDFneo aus und fülle dabei eine „Programmfläche so groß wie das Saarland“.
Hans Hoff von DWDL.de nannte „Bares auf Rares […] ein Ritual in Reinform. Was früher die Liturgie in der Kirche war, ist heute diese kleine Gerümpel-Verkaufsveranstaltung.“ Die Reihe sei „gesendete Gleichförmigkeit. Nicht wenige Zuschauer schätzen so etwas, weil sie das Gleichförmige aus ihrem Leben gewohnt sind und dieses als Zuverlässigkeit interpretieren.“
Josa Mania-Schlegel von der Süddeutschen Zeitung meinte zum Erfolg der Sendung: „Dass Bares für Rares aus den Trödelshows heraussticht […] mag an der geschickten Kombination aus menschlichen Schicksalen und den Prinzipien der Castingshow liegen. Es geht […] nicht nur um die bewegenden Geschichten hinter den Objekten, sondern auch um die feilschenden Händler: Wie bei Deutschland sucht den Superstar scharen sie sich im Halbkreis um die Kandidaten und hoffen, den Laien ein Schnäppchen abzuschwatzen. […] Der Zuschauer fiebert mit den Kandidaten mit und hofft auf einen hohen Preis. Dann tun sie einem wieder leid, weil ein Händler sagt: ‚Erinnerungen an Verstorbene sind bei uns im Laden aber nix wert.‘ In diesen Momenten bedient [die Sendung] die Erwartungen ans klassische Kummerfernsehen des Fernsehnachmittags.“
Christian Schachinger von Der Standard sah die Sendereihe als eine „versteckte Perle des als Reality-Entertainment getarnten Horrorgenres.“
Moderator Horst Lichter, angesprochen auf den Erfolg der Sendung beim jüngeren Publikum, war sich „ganz sicher, dass sich junge Menschen nicht nur für Trödel interessieren“. So sei es vor allem die „Sehnsucht nach Sicherheit, Ehrlichkeit, Verlässlichkeit – nach Dingen, die einfach wahr sind“ und die „altes Zeug für junge Menschen interessant machen“. An anderer Stelle ergänzte er: „Die Leute fangen an, auf Werte zu achten – und damit meine ich nicht nur Gegenstände. Sie haben es satt, dass im Fernsehen Menschen vorgeführt werden. Ich selber bin ein Menschenliebhaber, das ist meine größte Leidenschaft, und ich kann diese Formate nicht ertragen, in denen Menschen vorgeführt werden. Mit den schönen alten Dingen hat man etwas Werthaltiges – und wenn es auch manchmal nur die Geschichte ist, die dahinter steht, die wertig ist.“ Er war zudem der Ansicht, dass „die Sendung […] eine wunderbare Taktung [hat]. Von der Erwartung des Verkäufers, über die Begutachtung durch den Experten bis hin zum Feilschen mit den Händlern. Das ist jedes Mal ein kleiner Krimi oder eine Komödie in acht Minuten.“
Antje Hildebrandt von WeltN24 führte aus: „Lichter weiß, wie man Menschen einwickelt. Und er hat ein Faible für […] alles, was Geschichte atmet. Ohne ihn wäre „Bares für Rares“ nicht halb so erfolgreich.“ Andere hingegen halten Horst Lichter „für das verzichtbarste Element der Show“.
Stefan Turiak sah auf quotenmeter.de in Lichter einen „gelegentlich übertrieben-charmanten bis aufdringlichen Moderator“, der „sich gut darin versteht, eine Brücke zwischen den manchmal zu verkopften Experten und den medienunerfahrenen Kandidaten zu schlagen“. Der Sendung attestierte Turiak ein „routinemäßiges, selten oder nur verhalten Abwechslung bietendes Gesamtkonzept“ mit „leichten Zankereien im Händlerraum“ und „Kandidaten, in denen hin und wieder mehr Verhandlungsgeschick zu stecken scheint, als sie sich selbst zutrauen“.
Arno Orzessek befand im Deutschlandfunk, „dass sich die Leute […] im raubtierkapitalistischen Weltmarkt da draußen nicht wirklich wohl fühlen und sich auf der TV-Couch umso lieber in bodenständig-nostalgische Flohmarkt-Atmosphäre mummen – Handeln wie dunnemals, ohne rätselhafte Algorithmen“, „Bares für Rares eben, cash auf die Kralle.“ Marcel Kawentel von der Neuen Osnabrücker Zeitung meinte, dass „‚Bares für Rares‘ ein anderes, vor allem älteres Publikum bedienen [will] als die Formate der Privatsender und schlägt mit seiner entschleunigten Erzählweise wohl den richtigen Ton an.“
Der Medienpsychologe Jo Groebel nannte im Magazin Focus zu den Gründen für den großen Zuspruch des Formats bei den Zuschauern: „Jeder Normalbürger träumt davon, im Keller oder auf dem Speicher einen unentdeckten Schatz zu finden, der ihn reich machen könnte oder zumindest mit einem angenehmen Geldbetrag versehen könnte.“ Ein weiterer Faktor für den Erfolg sei der Spaß an nostalgischen Gegenständen „in einem Meer standardisierter Massenware bei Geschenken, Accessoires oder der Wohnungsdekoration“. Zudem baue sich Spannung aus den Hintergrundgeschichten der Kandidaten sowie dem Feilschen der nicht immer nur sympathischen Bieter und ihre Sprüche auf. „Nicht zuletzt die Fragen ‚echt-unecht‘, ‚wertvoll-billig‘ oder die nach dem erzielten Preis bauen gegenüber den meist bescheidenen (Noch-)Besitzern Sympathie und Mitfiebern auf.“
Harry Nutt von der Frankfurter Rundschau erklärte: „‚Bares für Rares‘ ist allerdings nicht ganz so unschuldig, wie es scheint. Es ist als Showformat wohl erst in dem Augenblick möglich geworden, wo von dem vom Dachboden hervorgeholten Erbstück nur noch bedingt eine Gefahr ausgeht. Die Sorge, dass das Geheimnis, das Opas Schatzkiste birgt, direkt hineinführt in die Geschichte der NS-Raubkunst, hat ihren Schrecken verloren. Die Sendung lädt ein zur privaten Provenienzforschung, und so ist es wohl auch ein Stück Entlastungsarbeit, das vor den Fernseher lockt.“
Thomas Moßburger beschrieb auf Chip Online seinen Eindruck, dass die Händler der Sendung die „Aufregung und Arglosigkeit der Menschen“ ausnutzen und die privaten Verkäufer „wie eine Gang […] abzocken“ würden.
Klaus Raab unterstrich in Die Zeit: „Unterhaltungsfernsehen mag nicht analytisch sein. Aber es liefert hier doch Anschauungsmaterial für die Beschäftigung mit der deutschen Überfluss- und Erbengesellschaft und der Dynamik von Werten. Man könnte der Sendung sogar ein massenkonsumkritisches Empfinden unterstellen; schließlich geht es stets auch um den Versuch, die Dinge vor ihrem Tausch in Geld als solche wahrzunehmen. Die einzelnen Artefakte bekommen eine Biografie.“ „Der Plunder wird anschließend gleich vertickt.“ Im Händlerraum „bekommen [die Dinge] ihre Warenform, die ihnen von Lichter gerade noch herausgestreichelt wurde, also umgehend wieder zurück.“ […] „Womöglich ist es genau diese Doppelbödigkeit, warum die Sendung so gut ankommt. Es geht nicht um die Erprobung einer Gegenkonsumstrategie. Bares für Rares bringt seine Zuschauer nirgends hin, sondern holt sie einfach nur zu Hause ab und führt sie auf bekanntes Terrain.“ Er sieht einen Gegensatz zu vergleichbaren anderen TV-Formaten, in denen „eine Art Antiquitätenberatung mit anschließender Expertise“ erfolgt, in Bares für Rares gehe es „um den gefühlten Wert der Dinge“. „Der Witz an Bares für Rares besteht im Vergleich zu den anderen Sendungen in der gerade nicht stattfindenden Musealisierung.“
Rajko Burchardt auf Moviepilot ist der Ansicht, dass die Produzenten im Sinne der Zuschauerbindung auf Protagonisten mit Wiedererkennungswert und eigenen Marotten setzen. „Die Sachverständigen, deren Aufgabe es ist, eine kunsthistorische Verortung und marktpreisorientierte Bewertung vorzunehmen, bilden ebenso wie die feilschenden, bewusst kontrastreich zusammengesetzten Händler identifikatorische Bausteine – wichtiger als die Antiquitäten selbst scheinen deren Handhabung und das daraus folgende Rezeptionsspektrum zu sein.“ Die Sendung sei „kein komplexes, aber sehr redliches Feierabendfernsehen, das erstaunlicherweise gerade durch Hysterieverzicht gute Quoten generiert“. Das Magazin stern meinte, dass es nur wenige Sendungen im deutschen Fernsehen gebe, die den Wunsch nach Eskapismus besser befriedigen würden, so sei „Bares für Rares […] das Unsere kleine Farm der TV-Shows“.
Der TV-Unterhalter Thomas Gottschalk kommentierte in einer Talkshow mit Anne Will die Einschaltquoten von Bares für Rares mit diesen Gedanken: „Ich habe eine Show gemacht mit Jean Paul Gaultier, Helene Fischer und Aerosmith. Aber keine Sau hat sich dafür interessiert. Wir hatten miese Quoten. Und dann macht das ZDF eine Sendung, in der ältere Menschen in Anglerjacken ihre alten Kuckucksuhren in irgendeine Trödelabteilung bringen. […] Da sagt dann einer ‚Da geb ich 80 Euro.‘ Das ist pure Langeweile, aber da gucken fünf bis sechs Millionen Menschen zu.“
Bernhard Honnigfort von der Berliner Zeitung empfahl ironisch, das „zutiefst von menschlichem Wissen getragen[e]“ und „Identität und Kontinuität“ vermittelnde Format als Immaterielles Kulturerbe von der UNESCO schützen zu lassen.

### Parodien
2019 wurde Bares für Rares im Rahmen der ZDF Comedy-Serie Sketch History parodiert.